# Arabischer Stern
Der arabische Stern ist ein Satzzeichen und wird überwiegend in arabischen Ländern anstelle des Sternchens verwendet. Die ursprüngliche Form des Sternchens mit sechs Strahlen wurde von den Arabern als Davidstern identifiziert, der wegen der angespannten arabisch-israelischen Beziehungen abgelehnt wird. Daraufhin wurde der fünfstrahlige Stern eingeführt und als arabischer Stern bezeichnet.
In Unicode belegt der arabische Stern den Codepunkt U+066D. Nicht in allen Schriftsätzen hat er jedoch fünf Strahlen, Varianten mit sechs oder acht Strahlen kommen ebenfalls vor.